# Bilbo – En hobbits äventyr
Bilbo – En hobbits äventyr, i äldre översättning Hompen eller En resa Dit och Tillbaks igen, och i nyöversättning Hobbiten eller bort och hem igen (originaltitel: The Hobbit, or There and Back Again), är en fantasybok utgiven av J.R.R. Tolkien 21 september 1937. Den är föregångaren till Tolkiens roman Sagan om ringen.
I Bilbo möter läsaren för första gången bland andra hoben Bilbo, trollkarlen Gandalf och varelsen Gollum.

## Handling

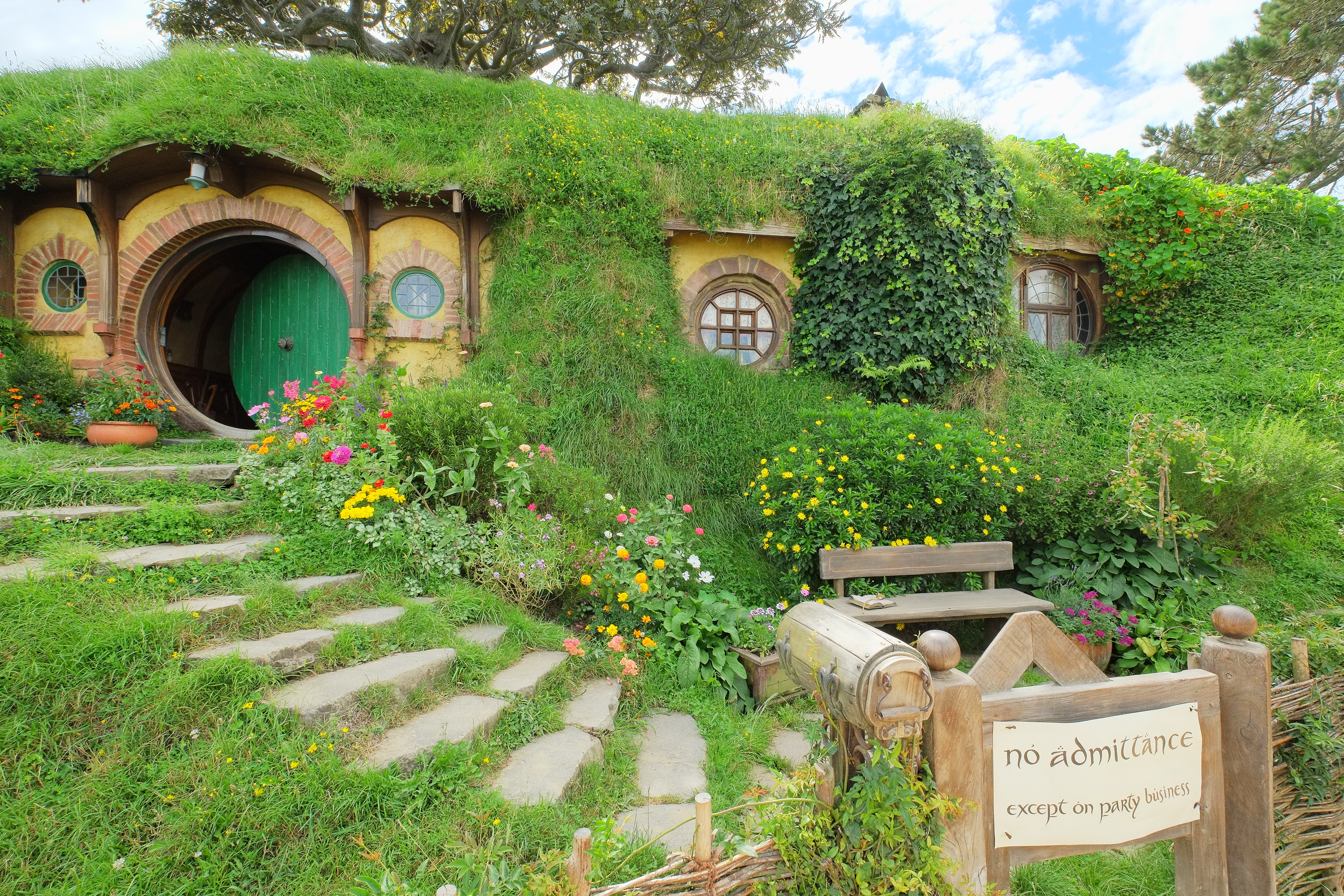
Bilbos hobbithåla Baggershus, som den framställs i Peter Jacksons filmer.

### Äventyret börjar
Bokens huvudperson är den välbärgade hoben Bilbo Bagger, som bor i en hemtrevlig hobbithåla i jorden. Hober är "små varelser, mindre än dvärgarna (och utan skägg) men betydligt större än lilleputtarna". De flesta hober ogillar äventyr, och Bilbo är inget undantag.
Bilbo lämnar dock sin hobhåla för att bege sig ut på äventyr tillsammans med trollkarlen Gandalf och dvärgarna Dvalin, Balin, Kili, Fili, Dori, Nori, Ori, Oin, Gloin, Bifur, Bofur, Bombur och Torin Ekenskölde. Torins farfar Thror var kung över dvärgarna under Ensamma berget tills draken Smaug kom, och alla dvärgar var tvungna att fly. Torin sätter, med hjälp av Gandalf, ihop en expedition för att återta sitt arv från Smaug, och anställer Bilbo som "inbrottstjuv". Gandalf har en karta över Berget, där en hemlig ingång är utmärkt, och en nyckel. Dessa har han fått av Torins far Thrain, och ger till Torin.
Bilbo, Gandalf och dvärgarna ger sig av mot Ensamma Berget. En kväll blir Bilbo och dvärgarna tillfångatagna av tre troll och räddade från att bli uppätna genom Gandalfs list. Han gömmer sig bakom buskarna intill och lurar trollen att gräla med varandra tills solen går upp och de förvandlas till sten. I trollens grotta en bit bort hittar Gandalf och Torin svärden Glamdring och Orkrist. Bilbo hittar en kniv, lagom lång som svärd för en hobbit, som han senare ger namnet Sting.

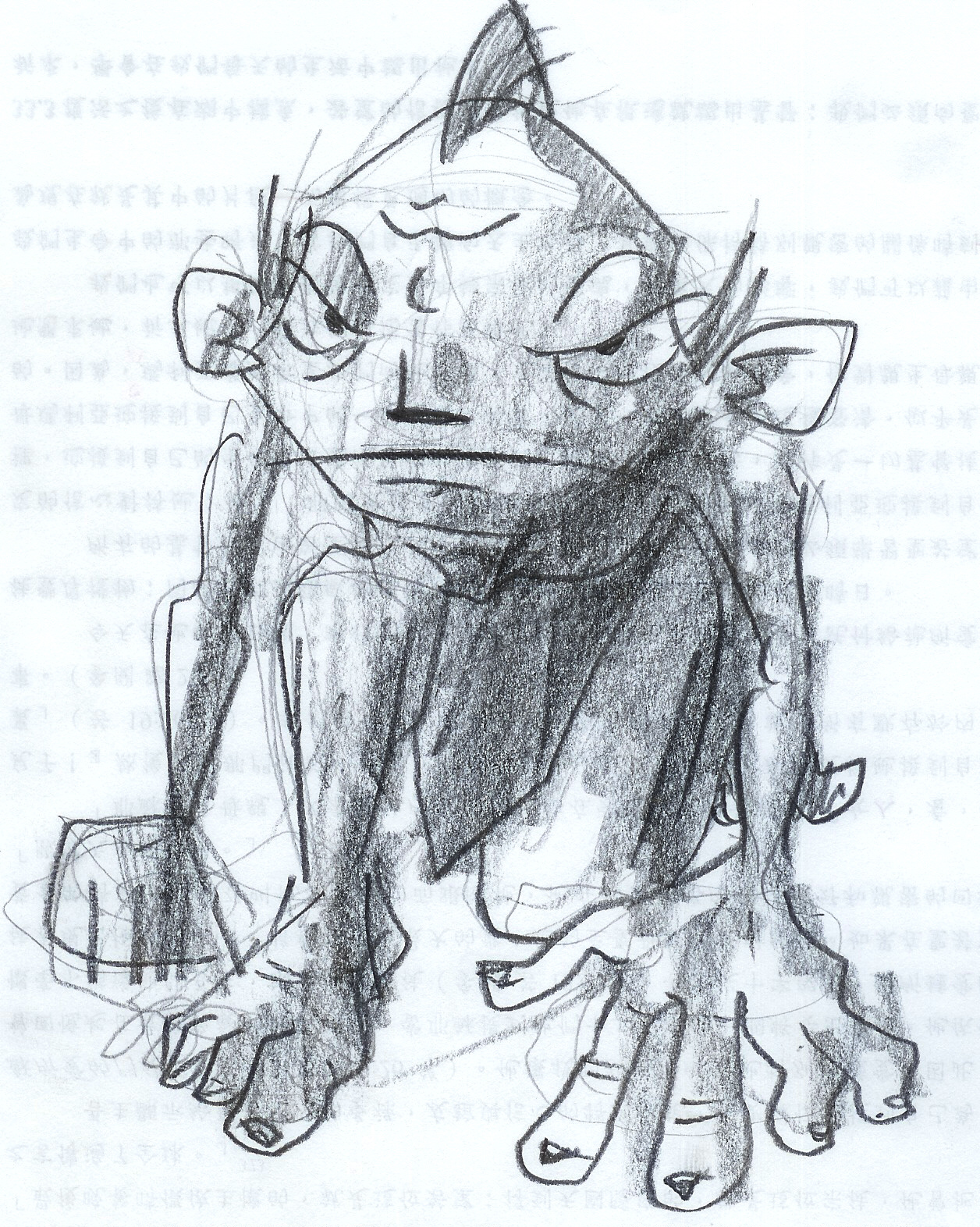
Gollum.

### Dimmiga bergen
Efter några dagars vila i Elronds hus beger sig sällskapet vidare över Dimmiga bergen. När de söker skydd från ett oväder i en grotta blir de tillfångatagna av vättar. Gandalf dödar Storvätten, vättarnas ledare, och de lyckas fly. Bilbo kommer dock bort från de andra. Han hittar en magisk ring och möter varelsen Gollum som från början var en hobbit, vilken han besegrar i en gåtgissartävling genom att fråga vad han har i fickan. Det han har i fickan är den magiska ringen som han nyss funnit. Den visar sig ha funnits i Gollums ägo och snart upptäcker Bilbo att ringen gör dess bärare osynlig. Till slut lyckas Bilbo ta sig ut på andra sidan bergen och möter där Gandalf och dvärgarna.
Sällskapet blir räddade av örnarna från förföljande vättar och vargar. De tar sig till hamnskiftaren Beorns hem, där de får mat och husrum.

### Mörkmården
Innan sällskapet beger sig in i Mörkmården meddelar Gandalf att han måste lämna dem ett tag på ”några brådskande ärenden söderut”. I skogen blir dvärgarna tillfångatagna av jättespindlar. Bilbo räddar dem med hjälp av Sting och osynlighetsringen. Kort efter blir dvärgarna tillfångatagna av skogsalver. Bilbo lyckas rädda dem genom att gömma dem i tunnor som skogsalverna flottar söderut till sina handelsförvanter i Sjöstad, eller Esgaroth.
I Sjöstad blir Bilbo och dvärgarna väl mottagna av stadens herre. De stannar många dagar, men beslutar sig till sist för att bege sig vidare till Berget.

### Ensamma Berget
Efter några dagars sökande hittar de lönndörren som är utmärkt på Thrors karta, och skickar Bilbo in i Berget. Bilbo lyckas stjäla en bägare från draken Smaug. Smaug blir rasande och flyger till Esgaroth för att ödelägga staden, som han är övertygad om att tjuven kommer ifrån. Staden förstörs, men Bard Bågskytten lyckas döda Smaug med en lyckosam pil.
Under tiden har Bilbo och dvärgarna vågat sig in i Berget. Efter Smaugs död färdas både Sjöstads och skogsalvernas arméer mot berget, för att göra anspråk på skatten. Torin beslutar att befästa bergets port, och sänder bud till sin kusin Dain i Järnbergen, som skyndar för att undsätta Torin med en armé bestående av femhundra dvärgar. Människorna och alverna belägrar berget och strider är på väg att bryta ut när de upptäcker att en armé av vättar och vargar närmar sig.

### Femhäraslaget
Inom kort står femhäraslaget – med människor, alver och dvärgar på ena sidan, och vättar och vargar på den andra. Trots att Torin och hans dvärgar till slut går med i striden mot vättarna och vargarna, är fienden övermäktig; först när Beorn och sedan örnarna anländer vänder striden och vättarna och vargarna flyr.
Fili och Kili dör i slaget, och Torin såras dödligt och dör kort efter. Dain blir ny kung under Berget och lyckas förbättra relationerna till människorna och skogsalverna. Bilbo får en del av skatten och återvänder hem.

## Bakgrund
Arbetet med boken började en dag när Tolkien satt och rättade examensskrivningar. På en tom sida skrev han bokens inledande mening: ”In a hole in the ground there lived a hobbit.” Han visste inte varför, och i några år kom han inte längre än att rita Trors karta.
Tolkien skrev vidare på berättelsen under 1930-talet. Han hade inga tankar på publicering, utan skrev endast för att roa sig själv och sina barn. När barnen växte ifrån detta såg Tolkien ingen anledning att skriva klart berättelsen utan lade den på hyllan, med de sista kapitlen halvfärdiga.
Elaine Griffiths – en vän och före detta elev till Tolkien – hade fått låna manuskriptet och berättade om det för sin vän Susan Dagnall, som var tjänsteman på bokförlaget Allen & Unwin. Dagnall tog kontakt med Tolkien och fick låna manuskriptet. Hon läste igenom det och bad honom att skriva klart berättelsen, så skulle hon föreslå den för publicering nästa år. Tolkien skrev klart de sista kapitlen och skickade in berättelsen till förlaget.
Förlagschefen Stanley Unwin lät sin tioårige son Rayner läsa igenom manuskriptet och skriva en utlåtelse. Han skrev följande:
| ”                            | Bilbo Bagger var en hob som bodde i en hoberhåla och ”aldrig” drog ut på äventyr, till slut övertalade Gandalf Trollkarlen och hans dvärgar honom att dra ut. Han hade en mycket spännande tid då han slogs mot vättar och vargar till slut kom de till Ensliga berget. Smaug, draken som bevakar det blir dödad och efter ett förskräckligt slag mot vättarna återvänder han hem – rik! Denna bok om den får kartor behöver inga bilder den är bra och borde tilltala alla barn mellan 5 och nio år. | „ |
| – översättning Disa Törngren | |   |

The Hobbit, or There and Back Again publicerades den 21 september 1937, med två svartvita kartor och åtta svartvita illustrationer av Tolkien själv.
I originalversionen erbjöd Gollum ringen som en belöning för att ha vunnit gåtgissartävlingen. 1951 reviderade Tolkien mötet med Gollum avsevärt för att passa bättre med Sagan om ringen.

## Svenska översättningar
Det finns tre olika översättningar av The Hobbit till svenska.
- Den första gjordes av Tore Zetterholm och gavs ut 1947 under titeln Hompen eller En resa dit och tillbaks igen. Tolkien ansåg att Zetterholm tagit sig alltför stora friheter i översättningsarbetet och ogillade Zetterholms verk.[3]

- År 1962 gavs en andra översättning ut. Denna gick under namnet Bilbo – En hobbits äventyr och gjordes av Britt G. Hallqvist. Redaktör för arbetet var Astrid Lindgren och illustrationerna i den första upplagan gjordes av Tove Jansson.

- Den tredje översättningen av boken gavs ut 2007. Den fick titeln Hobbiten eller bort och hem igen och gjordes av Erik Andersson, som också nyöversatt The Lord of the Rings till svenska. Verserna tolkades i denna översättning av John Swedenmark.

## Radioteater
Radioteatern framförde Bilbo - En Hobbits äventyr i Sveriges Radio under 1970.

## Film
1977 gjordes en tecknad film av boken. De ansvariga utgivarna var Jules Bass och Arthur Rankin Jr. Bass och Rankin regisserade senare även The Return of the King (1980) i samma stil. En dramatiserad version har gått som sommarlovsföljetong i Sveriges radio ett flertal gånger.
2008 avslöjade New Line Cinema att en filmatisering av boken skulle komma, med Peter Jackson som regisserade de framgångsrika Sagan om ringen-filmerna, som producent. Det var tänkt att Guillermo del Toro skulle regissera, men denne hoppade av efter flera förseningar. Peter Jackson bestämde sig för att själv regissera filmerna. Resultatet blev tre filmer. Första filmen hade premiär den 12 december 2012 i Sverige. Den andra hade premiär 11 december 2013 och den tredje 10 december 2014.

## Spel
Datorspelet The Hobbit (2003) är baserat på J.R.R. Tolkiens bok. Det utspelar sig i Middle-earth (Midgård). Hoben Bilbo Baggins (på svenska Bilbo Bagger/Secker) dras med på ett äventyr av Gandalf, dvärgakungen Thorin Oakenshield, (Torin Ekenskölde) och hans tolv dvärgar Bifur, Bofur, Bombur, Oin, Gloin, Ori, Nori, Dori, Kili, Fili, Balin och Dwalin. De ska ta tillbaka sin stulna skatt som den ondskefulle draken Smaug lagt beslag på. Det finns elva nivåer i spelet:
- Dreamworld
- An unexpected party
- Roast mutton
- Troll hole
- Overhills and underhills
- Riddles in the dark
- Flies and spiders
- Barells on urge
- A warm welcome
- Inside the gate
- A thief in the night
- The Battle Of Five Armies.

Spelet är fullt av alver, vättar, dvärgar, troll, jättar, vargar, jättespindlar och levande döda. Det förekommer bossar på vissa nivåer. Det finns sex bossar, en pansarklädd varg, en skelettkrigare och tre enorma spindlar (en blå, en grön och en röd). Den sista bossen är Bolg, en oerhört stor vättekung som rider på en varg. Själva spelet går för det mesta ut på att hitta olika föremål som till exempel nycklar eller magiska stenar. Under tiden man letar stöter man dock på hinder som fällor, pussel och fiender.
Spelet är från sju års ålder och finns till Gamecube, Playstation 2, Game Boy Advance, Xbox och Microsoft Windows.
Gamereactor recenserade med betyget 5/10.